# سپستان ساحلی
سپستان ساحلی  (Cordia subcordata) گونه‌ای از درختان گلدار از خانواده، گاوزبانیان است که در شرق آفریقا، جنوب آسیا، آسیای جنوب شرقی، شمال استرالیا و جزایر اقیانوس آرام می‌روید.
نام‌های محلی این گونه عبارتند از: کاناوا، تو، کو، ماریر، مانژاک، اسناتی‌گابلز، گلوبری، درخت آهک پرنده برگ‌باریک، در جاوه و مادورا به نام‌های کالیماسادا، پورناماسادا یا پراماسادا شناخته می‌شود. باورهای عامیانه جاوه این درخت را حاوی قدرت معنوی می‌داند. در جزایر مارشال به کونو معروف است.

## شرح
سپستان ساحلی تا ۷–۱۰ متر (۲۳–۳۳ فوت) رشد می‌کند، اما ممکن است به ۱۵ متر (۴۹ فوت) هم برسد. دارای برگ‌های تخم مرغی با درازای ۸–۲۰ سانتیمتر (۳٫۱–۷٫۹ اینچ) و پهنای ۵–۱۳ سانتیمتر (۲٫۰–۵٫۱ اینچ) دارد.

### گل‌ها
گل‌های لوله‌ای سپستان ساحلی ۲٫۵–۴ سانتیمتر (۰٫۹۸–۱٫۵۷ اینچ) قطر دارند گل‌آذین آن گرزن یا خوشه‌ای است. گلبرگ‌ها نارنجی و کاسبرگ‌ها سبز کم‌رنگ هستند. گلدهی در طول سال اتفاق می‌افتد، اما بیشتر گل‌ها در بهار می‌شکفند.

### میوه
سپستان ساحلی در تمام سال میوه می‌دهد. میوه‌های آن کروی هستند با طول ۲–۳ سانتیمتر (۰٫۷۹–۱٫۱۸ اینچ) و چوبی در زمان رسیدن. هر میوه حاوی چهار یا کمتر دانه است که ۱۰–۱۳ میلیمتر (۰٫۳۹–۰٫۵۱ اینچ) طول دارند. میوه آن شناورشونده است و ممکن است توسط جریان‌های اقیانوسی به مکان‌های دوردست منتقل شود.

### زیستگاه
سپستان ساحلی درختی ساحلی است که از سطح دریا تا بلندای ۳۰ متر (۹۸ فوت) یافت می‌شود. اما ممکن است تا ارتفاع ۱۵۰ متر (۴۹۰ فوت) رشد کند. در مناطقی که سالانه ۱۰۰۰ تا ۱٬۰۰۰–۴٬۰۰۰ میلیمتر (۳۹–۱۵۷ اینچ) باران دارند می‌روید. سپستان ساحلی خاک‌های خنثی را به قلیایی ترجیح می‌دهد (پی‌اچ ۶٫۱ تا ۷٫۴)، مانند خاک‌هایی که از بازالت، سنگ آهک، خاک رس یا ماسه منشأ می‌گیرند. بافت‌های مجاز خاک شامل شن، لوم شنی، لوم، لوم شنی رسی، رس شنی، لوم رسی و رس می‌باشد.

## کاربردها
دانه‌های آن خوراکی هستند و در زمان قحطی خورده شده‌اند. 'سپستان ساحلی به راحتی می‌سوزد، و به این خاطر در پاپوآ گینه نو به آن «درخت نفت سفید» می‌گویند. چوب درخت دارای وزن مخصوص ۰٫۴۵ است، نرم و بادوام است و به راحتی کار می‌شود و در برابر موریانه مقاوم است. در هاوایی باستان از چوب کو» برای ساختن  «اومِکه» (کاسه)، ظروف، و اومک لائو (کاسه‌های بزرگ) استفاده می‌شد، زیرا طعم بدی به غذا نمی‌دهد.  اومکه لائو  8-16 لیتری  بود و برای ذخیره و تخمیر «پوی» استفاده می‌شد. از گل‌ها برای تهیه لِی استفاده می‌شد، در حالی که از رنگدانه برگ‌های آن برای پارچه کاپا و آهو (قلاب ماهیگیری) استفاده می‌شد.
چوب سپستان ساحلی در غرب جزایر سلیمان، در وانواتو، در جزیره وایا، و در تونگا، برای کنده‌کاری استفاده می‌شود. در ایرلند نو، چوب آن همیشه برای ورودی‌های تشریفاتی خانه‌های مردانه استفاده می‌شود.